# Lijst van oorlogsmonumenten in Bergen (Limburg)
De gemeente Bergen in de Nederlandse provincie Limburg heeft 3 oorlogsmonumenten. Hieronder een overzicht.
| Nr.  | Object                      | Herdachte groep                                  | Ontwerper | Onthulling | Type       | Locatie                 | Plaats     | Coördinaten                 | Foto            |
| ---- | --------------------------- | ------------------------------------------------ | --------- | ---------- | ---------- | ----------------------- | ---------- | --------------------------- | --------------- |
| 1752 | Monument voor Piet Rijniers | militairen in dienst van het Ned. Kon. 1940-1945 |           |            | gedenkmuur | Langstraat, 5851 BA     | Afferden   | 51° 38' 2" NB, 6° 0' 56" OL |                 |
| 1753 | Verzetsmonument             | verzet Nederland                                 |           | 1950       | kruis      | Twistedenerweg, 5856 CK | Wellerlooi | 51° 31' 6" NB, 6° 11' 1" OL | Verzetsmonument |
| 1755 | Voor Gerardus G.H. Derks    | militairen in dienst van het Ned. Kon. 1940-1945 |           |            | plaquette  |                         | Heukelom   | 51° 37' 8" NB, 6° 1' 50" OL |                 |

Beek ·
Beekdaelen ·
Beesel ·
Bergen ·
Brunssum ·
Echt-Susteren ·
Eijsden-Margraten ·
Gennep ·
Gulpen-Wittem ·
Heerlen ·
Horst aan de Maas ·
Kerkrade ·
Landgraaf ·
Leudal ·
Maasgouw ·
Maastricht ·
Meerssen ·
Mook en Middelaar ·
Nederweert ·
Peel en Maas ·
Roerdalen ·
Roermond ·
Simpelveld ·
Sittard-Geleen ·
Stein ·
Vaals ·
Valkenburg aan de Geul ·
Venlo ·
Venray ·
Voerendaal ·
Weert